# Coenosia setigera
Coenosia setigera este o specie de muște din genul Coenosia, familia Muscidae, descrisă de Malloch în anul 1918.
Este endemică în Colorado. Conform Catalogue of Life specia Coenosia setigera nu are subspecii cunoscute.